# Asestra lineata
Asestra lineata là một loài bướm đêm trong họ Geometridae.